# Ōmu Shinrikyō

Ōmu-Shinrikyō-Symbol

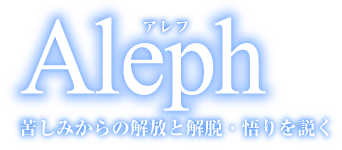
Aleph-Symbol

Ōmu Shinrikyō (jap. オウム真理教; zu Deutsch etwa „Om-Lehre der Wahrheit“), heutiger Name Aleph (アレフ, Arefu), in der deutschsprachigen Presse häufig als Aum-Sekte bezeichnet, ist eine ursprünglich in Japan entstandene neureligiöse Gruppierung, die insbesondere in Russland stark vertreten war. Sie wurde der weltweiten Öffentlichkeit durch ihren Giftgasanschlag in der Tokioter U-Bahn am 20. März 1995 bekannt. Im Januar 2000 benannte sich Ōmu Shinrikyō in Aleph um. Ihr Gründer und Führer war der am 6. Juli 2018 hingerichtete Shōkō Asahara. Laut einem Deutschlandfunk-Beitrag zum 30. Jahrestag des Anschlags existieren drei Folgeorganisationen der Ōmu Shinrikyō.

## Geschichte

### Entstehung (1983 bis 1987)
In Japan sind (per 31. Dezember 2021 bzw. 3. Jahr der Reiwa-Ära) 180.147 Religionsgesellschaften (宗教法人, shūkyō hōjin), also Religionsgemeinschaften (宗教団体, shūkyō dantai) mit dem Status juristischer Personen nach dem Gesetz über die Religionsgesellschaften (宗教法人法, shūkyō hōjinhō) von 1951 anerkannt; davon sind 172.957 einzelne, unabhängige Tempel, Schreine, Kirchen und sonstige Gemeinschaften. Nach der Etablierung der „klassischen“ buddhistischen und Shintō-Sekten und einer Welle von Gründungen jüngerer Kultgruppen in den 1950ern und 1960ern kam es ab Mitte der 1970er Jahre zu einer dritten Gründungswelle von Glaubensgemeinschaften. Die dritte Gründungswelle, zu der auch Ōmu Shinrikyō gezählt wird, unterscheidet sich dabei von der zweiten Welle durch den höheren Status und größeren Reichtum der Sektenmitglieder.
1984 gründete der stark sehbehinderte Chizuo Matsumoto unter dem Namen Ōmu Shinsen no Kai (オウム神仙の会; „Versammlung der Om-Einsiedler“) mit zunächst 15 Mitgliedern einen Verein für Yoga-Übungen, die psychische Kräfte aktivieren sollen.
Matsumoto gab an, er verfüge über die Fähigkeit zu schweben, lange unter Wasser zu tauchen, die Fähigkeit, die Zukunft vorherzusagen sowie durch feste Objekte zu sehen und durch sie hindurchzugehen.
Zu dieser Zeit ändert Matsumoto auch seinen Namen in Shōkō Asahara, unter anderem wegen des numerologischen Wertes der Strichzahl in den entsprechenden Buchstaben.
Nachdem er 1986 nach eigenen Angaben im Himalaja „die höchste Wahrheit“ erhalten habe, nannte er im Folgejahr den Verein in Ōmu Shinrikyō (Om-Lehre der Wahrheit) um. Laut Shoko Asahara bezieht die Sanskrit-Silbe Om, japanisch Ōmu geschrieben, sich auf „die Erschaffung, Bewahrung und Zerstörung des Universums“. Der Name der Gruppe soll also andeuten, dass sie die Wahrheit über die Erschaffung und Zerstörung des Universums und alles dazwischen lehren kann.
Ōmu Shinrikyō nahm nun allmählich die Form einer religiösen Gruppierung an.
1985 traf Asahara in Dharamsala zum ersten Mal in seiner Funktion als Führer der Ōmu Shinsen no Kai den Dalai Lama, welcher ihm offizielle Empfehlungsschreiben gab.
Ōmu Shinrikyō spendete ab Mai 1988 mehr als 1,5 Millionen US-Dollar, in unterschiedlichen Währungen, an den Dalai Lama; im Juli 1992 weitere 1,2 Millionen US-Dollar.
Insgesamt fünfmal kamen Asahara und der Dalai Lama zusammen, wobei der Dalai Lama am 26. Mai 1989 beispielsweise in einer Urkunde bescheinigte, dass Asaharas Gruppe den Mahayana-Buddhismus praktiziere und seines Wissens danach strebe, „das öffentliche Bewußtsein durch religiöse und soziale Aktivitäten zu fördern“.
Kurz nach dem ersten Treffen mit dem Dalai Lama veröffentlichte Asahara das Buch Supreme Initiation, in dem er den Dalai Lama folgendermaßen zitiert:

„Lieber Freund, schau dir den heutigen Buddhismus Japans an. Er ist zum Zeremonialismus verkommen und hat die wesentliche Wahrheit der Lehre verloren. Wenn diese Situation fortfährt, wird der Buddhismus aus Japan verschwinden. Es muss etwas getan werden, und du solltest den wahren Buddhismus dort verbreiten. Das kannst du gut. Wenn du das tust, werde ich mich sehr freuen und es wird mir mit meiner Mission helfen […] Du kannst das gut tun, denn du hast ein Bodhi-Chitta.“

Shōkō Asahara besuchte zusammen mit seiner Frau Tomoko und etwa 20 Anhängern Indien zwischen Februar 1987 und Juli 1992 sieben Mal, wobei er sich mindestens fünf- oder sechsmal mit dem Dalai Lama fotografieren und filmen ließ.
Diese Treffen und die Dokumente wurden als Referenz bei der Anwerbung von neuen Mitgliedern und bei den Bemühungen um den steuerfreien Status einer Religionsgemeinschaft benutzt.
Dem Reiseschriftsteller Pico Iyer sagte der Dalai Lama, als er Shōkō Asahara zum ersten Mal getroffen habe, habe ihn die scheinbare Hingabe des Mannes zu Buddha dazu bewegt, Asahara zu unterstützen, dies sei jedoch im Nachhinein ein Fehler gewesen.

### Konsolidierung, internationale Expansion und Radikalisierung (1987 bis 1995)
In den Jahren nach der Entstehung expandierte Ōmu Shinrikyō sowohl innerhalb Japans als auch über seine Grenzen hinaus. Gleichzeitig fand eine ideologische Radikalisierung statt.

#### Konsolidierung in Japan
In Japan etablierte sich Ōmu Shinrikyō als kleinere Minderheitenreligion. Im August 1989 erkannte die Präfektur Tokio Ōmu Shinrikyō als Religionsgesellschaft nach dem Gesetz über die Religionsgesellschaften von 1951 an, obwohl Eltern von Mitgliedern vor der Organisation warnten.
Bereits in dieser Zeit wurde die Organisation gewalttätig. Im Februar 1989 wurde Shuji Taguchi, der Ōmu Shinrikyō verlassen wollte, von fünf führenden Mitgliedern auf Befehl Asaharas erdrosselt. Im November 1989 wurde in Yokohama Tsutsumi Sakamoto, der als Rechtsanwalt der Vereinigung der Aum-Opfer (jap. オウム真理教被害者の会; „Shinrikyō higaisha no kai“) Angehörige von Anhängern vertrat, zusammen mit seiner Frau und seinem einjährigen Sohn getötet. Im Folgejahr gründete Asahara unter dem Namen Shinritō („Wahrheit“) eine politische Vertretung Ōmu Shinrikyōs und kandidierte zusammen mit 24 Anhängern für das japanische Parlament. Während der Wahlkampagne trugen die Shinritō-Kandidaten ungewöhnliche Kleidung, so zum Beispiel Kapuzen, die Elefantenköpfe darstellten. Bei der Wahl selbst erhielten Asahara und seine Anhänger in ihren Wahlkreisen jeweils die wenigsten Stimmen, woraufhin Asahara den Behörden Wahlbetrug vorwarf. Nach der Wahl geriet Ōmu Shinrikyō in finanzielle Probleme, viele Mitglieder verließen die Organisation.

#### Internationale Expansion
Ab Herbst 1987 expandierte Ōmu Shinrikyō über die Grenzen Japans hinaus. Zunächst ließ man sich in New York unter dem Namen Aum USA Company Ltd. als steuerbefreite religiöse Organisation registrieren und publizierte 1988 unter diesem Verlagsnamen Shoko Asahara: „Supreme Initiation“. Später wurden eine Niederlassung in Bonn unter dem Namen „Buddhismus- und Yoga-Center“ sowie in Sri Lanka weitere Dependancen eröffnet. Hauptrekrutierungsfeld wurde jedoch Russland, wo Asahara 1992 mit einigen seiner Mitstreiter vom damaligen Parlamentspräsidenten Ruslan Chasbulatow empfangen wurde. Nach dem Ende der Sowjetunion hatte die Sekte eine beachtliche Medienkampagne in Russland begonnen, zu der u. a. eigene Fernseh- und Radioprogramme, über die sich Asahara direkt an seine Untergebenen wandte, oder Flugblattaktionen gehörten. Genau wie in Japan wurden die Anhänger in landesweite Sektionen aufgeteilt. Nach gängigen Schätzungen wuchs Ōmu Shinrikyō bis 1995 auf etwa 40.000 Anhänger an, von denen ca. 10.000 auf Japan und ca. 30.000 auf Russland entfielen. Außerdem gab es zu diesem Zeitpunkt noch einige Dutzend Anhänger in Deutschland, Australien und den USA.

#### Radikalisierung

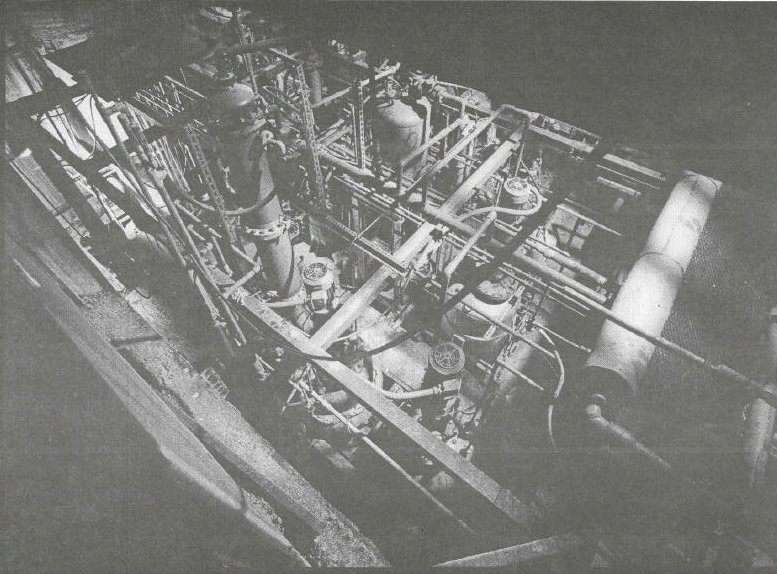
Überblick über Satyan 7 (Sanskrit सत्य śāntiḥ wörtlich „Wahrheit 7“), eine mittelgroße Produktionsanlage für chemische Waffen, die darauf ausgelegt ist, Tausende von Kilogramm Sarin pro Jahr zu produzieren.

In der Expansions- und Konsolidierungsphase radikalisierte sich Ōmu Shinrikyō sowohl auf der ideologischen als auch auf der Handlungsebene, zunächst in Hinblick auf eine apokalyptische Ideologie. Asahara, der sich als Reinkarnation von Shiva und Jesus Christus bezeichnete, datierte den Weltuntergang zunächst auf 1999, wobei er noch Bezug auf Seiyū Kiriyama, Gründer der Agon-shū, nahm, dann auf 1997 und schließlich 1995.
Die öffentliche Kritik an Ōmu begann 1989 mit dem Artikel „Der Wahnsinn von Aum Shinrikyo“ (japanisch オウム真理教の狂気) im Sonntags-Wochenmagazin von Mainichi Shimbun.
Die Gesellschaft begann die Ōmu-Mitglieder wegen ihrer Initiationsriten als Exzentriker zu betrachten und abzulehnen.
Dies und Berichte und Untersuchungen von Fällen, in denen Ōmu und seine Anhänger Verbrechen verdächtigt wurde, wurden von der Gruppe alle als Ergebnisse einer vorsätzlichen Verschwörung angesehen, die darauf abzielte, sie zu unterdrücken.
Staat, Polizei, und der Sicherheitsapparat, aber auch die Konkurrenzreligion Sōka Gakkai galten als zentrale Akteure dieser Verschwörung. Darüber hinaus bezichtigte Ōmu Shinrikyō die japanischen Selbstverteidigungskräfte sowie US-Streitkräfte, Gasangriffe auf ihrem Gelände durchzuführen.
Im Ōmu-Magazin Vajrayâna Sacca (Vajrayâna Sacca Nr. 9, 1995 S. 36.) wurde als Reaktion auf die Razzien vom 22. März 1995 die Anschuldigung erhoben, dass seit November 1989 Giftgase gegen Aum im Fujinomiya-Gebiet eingesetzt worden seien.
Erstmalig waren entsprechende Anschuldigungen in der Ausgabe vom Oktober 1993 veröffentlicht worden, und Asahara hielt diesbezüglich am 11. März 1994 eine Rede, in der Sarin erstmals eine prägnante Rolle spielte. Zu diesem Zeitpunkt sagte er bereits, die Ursprünge solcher Gasangriffe könnten bis 1989 zurückverfolgt werden, seitdem seien er und seine Familie wegen dieser Angriffe wiederholt krank geworden.:
Die erste Erwähnung von Armageddon im Jahr 1997 erfolgte durch Asahara in einem Vortrag am 28. März 1993 in Nagoya:
Ein Nuklearangriff der USA würde Japan verwüsten und 90 % der Bevölkerung töten. Im Zuge dessen begann die Organisation mit der Vorbereitung terroristischer Handlungen.

### Anschlagsplanung
Forschungen für die Produktion biologischer Kampfstoffe wurden aufgenommen.

#### Botulinumtoxin
Asahara beabsichtigte, Botulinumtoxin aus Ballons zu verteilen, um wahllos Zerstörung in ganz Japan anzurichten. Ōmu Shinrikyō-Mitglieder kauften auch kleine Sprühgefäße zum Zwecke der Verbreitung dieses Mittels.
Zuvor war die Verwendung von Botulinumtoxin – laut Tomomasa Nakagawa – bereits als Tatmittel für die Beseitigung von Tsutsumi Sakamoto besprochen worden.
Seichi Endo, ein diplomierter Molekularbiologe, leitete eine Aum-Expedition auf der Insel Hokkaido im März 1990, um eine Saatkultur von Clostridium botulinum aus dem fermentierten Schlamm des Ishikari zu gewinnen. Die Ōmu-Wissenschaftler konnten jedoch technische Schwierigkeiten bei der Isolierung und Kultivierung von Clostridium botulinum nicht überwinden.
Trotzdem versuchten Sektenanhänger, Extrakte aus ebendiesem Schlamm im April 1990 für Anschläge auf den Flughafen Tokio-Narita, den Kaiserpalast und Flottenstützpunkte der United States Forces Japan zu verwenden, ohne jedoch die gewünschten katastrophalen Folgen (die Tötung Tausender Menschen) auszulösen.
Richard Danzig vermutet, dass verschiedene Faktoren verantwortlich für die mangelhafte Giftigkeit der eingesetzten Extrakte waren:
Möglicherweise wurde von Beginn an keine geeignete Sorte von C. botulinum gewonnen, d. h. eine solche, die in der Lage ist, ausreichende Konzentrationen von aktivem Toxin zu produzieren. Es könnten auch die für die Produktion von Toxin durch C. botulinum erforderlichen spezifischen Kulturbedingungen nicht erreicht worden sein – wie eine angemessene Zusammensetzung der Fermentationsbrühe oder eine anaerobe Umgebung. Außerdem könnten andere Bakterien die Fermenter kontaminiert und C. botulinum verdrängt haben, wenn es nicht gelungen ist, sterile Bedingungen aufrechtzuerhalten.
Nach dieser Reihe von gescheiterten Verbreitungsversuchen von Botulinumtoxin stellten die Mitglieder von Ōmu Shinrikyō die Herstellung vorübergehend ein und demontierten die Produktionsanlage, versuchten jedoch im November 1993 noch einmal die Verbreitung von Clostridium botulinum zusammen mit Sarin rund um das Hauptquartier der konkurrierenden religiösen Bewegung Sōka Gakkai.

#### Milzbrand

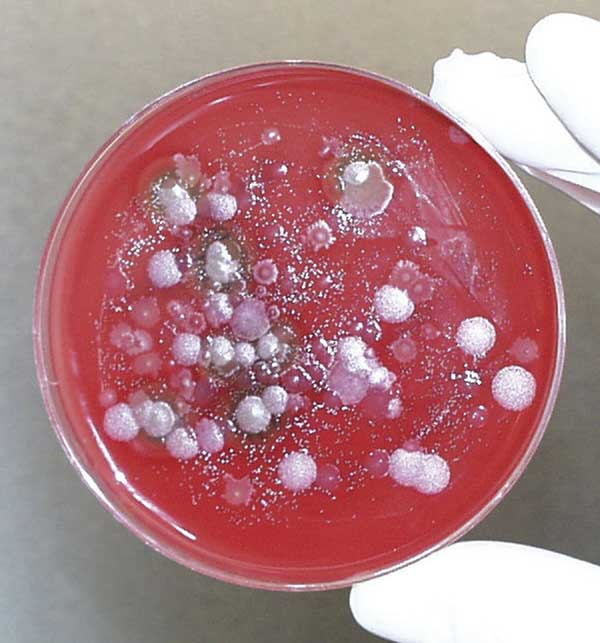
Mischkultur mit Kolonien des Milzbrand-Erregers Bacillus anthracis, angezüchtet aus der in Kameido versprühten Flüssigkeit

1992 wurde unter Seiichi Endōs Führung das Biowaffenprogramm wieder in Betrieb genommen, wobei man sich diesmal Bacillus anthracis (B. anthracis), dem Milzbrand-Erreger, zuwandte, da dieser vermeintlich leichter waffenfähig zu machen ist als das Botulinum-Neuro-Toxin.
Er glaubte, über einen Ōmu-Anhänger an der Universität Tsukuba einen virulenten Milzbrand-Erreger-Stamm erhalten zu haben, tatsächlich handelte es sich jedoch um den veterinärmedizinischen Impfstoffstamm.
Ein versuchtes Attentat auf die Hochzeit von Prinz Naruhito am 9. Mai 1992 und weitere Anschlagsversuche mit Milzbranderregern scheiterten daher.
Im Juni 1993 versprühten Mitglieder von Ōmu Shinrikyō eine flüssige Suspension von B. anthracis aus ihrem Hauptquartier in Kameido, in der Nähe von Tokio.
Ōmu-Wissenschaftler hatten ein Leitungssystem entwickelt und gebaut, mit dem eine flüssige Bakteriensuspension über acht Stockwerke des Hauptquartiers zu einem Aerosol-Verteilungsgerät auf dem Dach gepumpt werden konnte. Während der Aerosolausbreitung gingen bei den Gesundheitsbehörden zahlreiche öffentliche Beschwerden über vom Gebäude ausgehende Gerüche ein. Bei der Untersuchung beobachteten und sammelten Mitarbeiter Proben im Umfeld. Zu Gesundheitsproblemen oder Todesfällen kam es jedoch auch in diesem Fall nicht.

#### Ebola
Im Jahr 1992 reiste Asahara mit insgesamt 16 Ōmu-Ärzten und Pflegekräften nach Zaire, um Proben des Ebolavirus zu sammeln, was ihnen aber schließlich nicht gelang, da es zu diesem Zeitpunkt keine gemeldeten Ebola-Fälle in Afrika gab. Jedoch hatte sich etwa zwei Monate vor dieser Reise ein japanischer Tourist auf einer Gorilla-Safari mit einem unbekannten hämorrhagischen Fieber infiziert, das bei seiner Rückkehr nach Japan ausbrach, woraufhin er starb. Die öffentliche Bekanntgabe der Diagnose als „mutmaßlich Ebola“ könnte die Reise nach Zaire motiviert haben.
Während einer Radiosendung im Dezember 1994 sprach Seiichi Endō über das Potenzial von Ebola als biologische Waffe. Aum verfügte jedoch nicht über die Ausrüstung, um das Ebola-Virus zu kultivieren, und besaß diese vermutlich auch nie.

#### Q-Fieber
Q-Fieber, erstmals 1937 in Australien wissenschaftlich beschrieben, war in Japan erstmals 1987 festgestellt worden und war daher in den 90er Jahren ein neues Phänomen.
Bedingt durch den Infektionsweg und die Ausbildung von Dauerformen gilt die Verbreitung von Q-Fieber als biologische Waffe, die die Aktionsfähigkeit der betroffenen Einheit signifikant beeinflusst.
Asahara gab 1994 in einer Predigt an, er sei von amerikanischen Flugzeugen mit Coxiella burnetii verseucht worden und daher an Q-Fieber erkrankt, was eine Krebserkrankung zur Folge gehabt habe. – Untersuchungen von Asaharas Gesundheitszustand nach seiner Festnahme konnten diese Behauptungen jedoch widerlegen.
Irrtümlichen Berichten zufolge betrieb Ōmu Shinrikyō selbst Forschung mit Q-Fieber, von dem Asahara behauptete, es sei auf Hunderte seiner Anhänger gesprüht worden. Berichten zufolge brachte er eine Q-Fieber-Kultur von der Banjawarn Station mit, die Kiyohide Hayakawa in seinem Auftrag 1993 in Australien gekauft hatte. Ōmu Shinrikyō hatte eine Produktionsanlage für Hühnereier, die zur Anzucht der Mikrobe Coxiella burnetii geeignet sind.
Wenn 50 kg C. burnetii entlang einer 2 km langen Linie gegen den Wind in einer Stadt mit 500.000 Einwohnern freigesetzt werden, wird die Mikrobe Gebiete in einem Radius von 20 km erreichen, rund 150 Todesfälle verursachen und dazu führen, dass 125.000 Menschen arbeitsunfähig werden, von denen 9000 einen chronischen Krankheitsverlauf des Q-Fiebers entwickeln dürften, sowie eine ungewisse Zahl von akuten und chronischen psychischen Störungen.
Milton Leitenberg, Mitarbeiter des Center for International and Security Studies at Maryland (CISSM), legte in einer Veröffentlichung 1999 dar, dass Aums tatsächliche Versuche mit Coxiella burnetii sich auf die Beschaffung eines Diagnose-Testkits aus Australien beschränkten.
Er gab an, es gäbe keinerlei Beweis, dass Ōmu Shinrikyō tatsächlich Kulturen von Coxiella burnetii zur Verfügung gehabt hatte.

#### Laserwaffen
Nachdem Asahara sich in den späten 1980er Jahren in erster Linie von seiner Frau Tomoko Ishii und seinen Konkubinen Hisako Ishii und Sanae Ouchi beraten lassen hatte, wurde er 1992 zunehmend von seinen männlichen Anhängern, wie dem Physiker Hideo Murai, beraten. Das Interesse der Gruppe wandte sich mehr und mehr der Wissenschaft zu, dies galt auch für die gewalttätigen Aspekte ihrer Planung, immer wieder sprachen sie über riesige Laserkanonen und andere Massenvernichtungswaffen, wobei sie davon ausgingen, dass diese den Vereinigten Staaten bereits zur Verfügung stehen würden.
Ōmu-Mitglieder erwarben einen grünen Laser im Wert von 400.000 US-Dollar, um eine Waffe zu entwickeln, die Massen von Menschen blendet.
Das menschliche Auge reagiert am empfindlichsten auf grünes Licht, und Laser, die Licht der grünen Wellenlänge emittieren, gelten als effektivste Methode, um Blendungen zu erreichen.
Während Besuchen in Russland konsultierten Asahara und Kiyohide Hayakawa russische Wissenschaftler, um Laser- und Nukleartechnologien zu erhalten.
Sie planten eine Uranbombe zu bauen und in diesem Zusammenhang Lasertechnik zur Urananreicherung zu nutzen. Die Laseranreicherung scheint hierbei eine kontraintuitive Methode zu sein, denn obwohl das Grundkonzept der Laser-Isotopentrennung gut bekannt ist, werden die entsprechenden technischen Komponenten und Prozesse von den Regierungen, die sie nutzen, streng kontrolliert. Nur die USA verwenden Laseranreicherung derzeit im industriellen Maßstab. Diese Wahl der Anreicherungsmethode widerspiegelte daher wohl auch eher Shoko Asaharas allgemeine Faszination für Laser, als dass es sich um die praktikabelste verfügbare Methode gehandelt hatte.

#### Sarinherstellung
Während des Gerichtsverfahrens gegen das Ōmu-Mitglied Takahashi Masaya ging die Staatsanwaltschaft davon aus, dass Asahara den Befehl zur Herstellung von Sarin im März 1993 gab, als er Saringas erstmals öffentlich erwähnte und gemäß der Darstellung der Staatsanwaltschaft die Herstellung anordnete, um seine Prophezeiungen zu bewahrheiten und die für die Apokalypse seiner Meinung nach erforderliche Destabilisierung zu fördern.
1993 reisten einige Sektenmitglieder nach Australien ein, wobei Zollbeamte Schwefelsäure und andere Chemikalien bei ihnen sicherten und konfiszierten. Richard Danzig vermutet ebenfalls, dass die Sekte zu diesem Zeitpunkt versuchte, Chemiewaffen zu produzieren und auf einer Farm in Western Australia an Schafen zu testen. Asahara glaubte, Australien würde von Armageddon nicht betroffen sein; ein weiterer Grund, warum er dort eine dauerhafte Einrichtung errichten wollte.
1994 stellte Ōmu Shinrikyō erstmals erfolgreich das Nervengas Sarin her.
Ein Sarinanschlag auf das Parlamentsviertel in Tokio im April schlug jedoch fehl. Am 27. Juni erfolgte in Matsumoto ein Sarin-Anschlag auf die Richter eines Grundstücksprozesses, in den die Organisation verwickelt war. Bei diesem ersten zivilen Sarin-Attentat der Welt starben 7 Menschen, ohne dass der Verdacht zunächst auf Ōmu Shinrikyō fiel. Im September 1994 folgten weitere Anschläge mit selbstproduzierten VX-Gas auf Aussteiger der Sekte, wobei insgesamt 20 Menschen getötet wurden. Es folgten weitere Anschlagsversuche mit Sarin, VX und Botulinumtoxin auf ehemalige Mitglieder, deren Anwälte, Journalisten und rivalisierende religiöse Anführer. Die Sekte experimentierte außerdem mit der Produktion von Soman, Tabun, Senfgas sowie Cyanwasserstoff. Dafür wurde auch Material aus den Beständen der US-Streitkräfte entwendet.

### Giftgasanschlag in der Tokioter U-Bahn (1995)
Die größte Zäsur in der Geschichte der Organisation ereignete sich 1995: Durch ein Attentat auf die Tokioter U-Bahn wurde Ōmu Shinrikyō global bekannt.

#### Tathergang

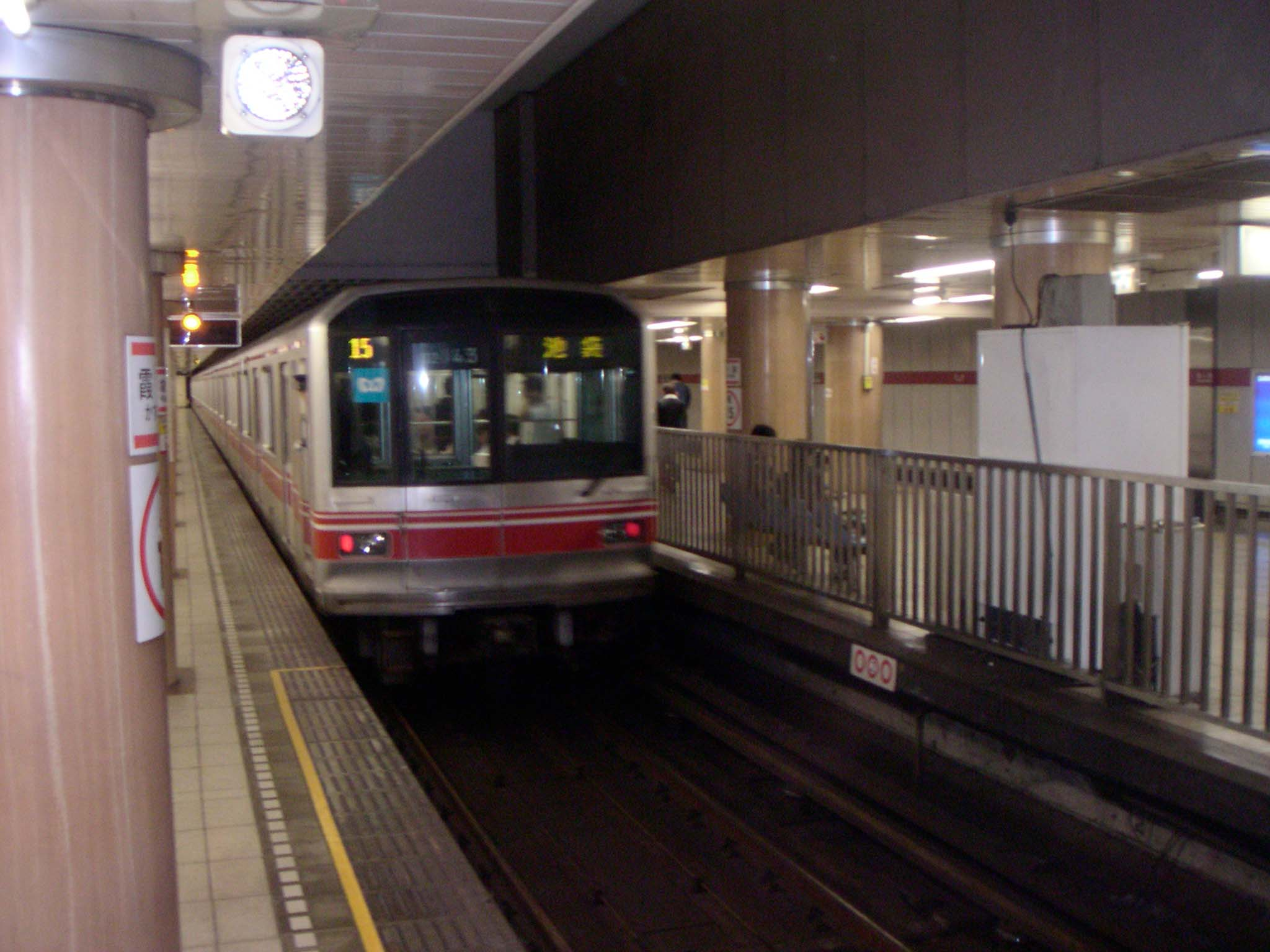
U-Bahnhof Kasumigaseki

Am 20. März 1995 wurden von fünf Ōmu-Shinrikyō-Mitgliedern zur morgendlichen Hauptverkehrszeit in fünf im U-Bahnhof Kasumigaseki, im Zentrum Tokios, zusammentreffenden Pendlerzügen von drei Tokioter U-Bahn-Linien in Zeitungspapier eingewickelte Kunststoffbeutel deponiert, die das Nervengift Sarin enthielten. Unmittelbar vor dem Aussteigen bohrten die Täter mit Regenschirmen Löcher in die elf verteilten Beutel, um das flüssige Sarin freizusetzen. Die Attentäter entkamen zunächst mittels an ihren Aussteigestationen bereitgestellten Fluchtautos samt Fahrer. Die austretenden Dämpfe verbreiteten sich in den betroffenen U-Bahnen und circa 15 U-Bahn-Stationen. Durch den Anschlag starben insgesamt 13 Menschen (neun sofort, einer später am selben Tag, einer zwei Tage später, zwei weitere nach einigen Wochen), es gab etwa 1.000 Verletzte, 37 davon schwer. Insgesamt 5.000 meldeten sich in Krankenhäusern. Im Jahr 2008 führte die Polizeibehörde der Präfektur Tokio eine Befragung der Opfer des Anschlags durch, um Entschädigungen zuzuweisen. Im Zuge dessen stellte sich heraus, dass ein Mann, der am Tag nach dem Angriff gestorben war, ebenfalls durch Sarin-Inhalation getötet worden war, wodurch sich die offiziell anerkannte Zahl der Todesopfer von bis dahin 12 auf 13 erhöhte.
Insgesamt gab es 13 Tote und 1039 Verletzte sowie 4460 Opfer, die mit Symptomen ins Krankenhaus gingen. Von diesen insgesamt 5.511 wurden 688 mit Krankenwagen in Krankenhäuser transportiert, während über 4.000 zu Fuß, mit dem Taxi, oder Privatfahrzeugen usw. ankamen.
Bei der Ankunft im Krankenhaus wurden 17 Personen als kritisch eingestuft (von denen im weiteren Verlauf 12 starben), 37 als schwer und 984 als mittelschwer verletzt eingestuft. Der Rest wurde als psychogene Patienten ohne echte körperliche Symptome eingestuft.
| Symptome und Anzeichen           | % der Patienten |
| -------------------------------- | --------------- |
| Miosis                           | 99,0            |
| Kopfschmerzen                    | 74,8            |
| Dyspnoe                          | 63,1            |
| Übelkeit                         | 60,4            |
| Augenschmerzen                   | 45,0            |
| Verschwommen- oder Unscharfsehen | 39,6            |
| Hemeralopie                      | 37,8            |
| Erbrechen                        | 36,9            |
| Fatigue                          | 36,9            |
| Husten                           | 34,2            |
| Agitation                        | 33,3            |
| Faszikulation                    | 23,4            |
| Tonisch-klonischer Krampfanfall  | 2,7             |

2010 wurde die Zahl der Opfer durch die Polizei auf 6.252 revidiert.
| Linie                                                                      | Zugnummer | Tote | Verletzte | Täter           | Fahrer            |
| -------------------------------------------------------------------------- | --------- | ---- | --------- | --------------- | ----------------- |
| Chiyoda-Linie nach Yoyogi-Uehara                                           | A725K     | 2    | 231       | Ikuo Hayashi    | Tomomitsu Niimi   |
| Marunouchi-Linie nach Ogikubo                                              | A777      | 1    | 358       | Kenichi Hirose  | Koichi Kitamura   |
| Marunouchi-Linie nach Ikebukuro                                            | B801      | 0    | 200+      | Masato Yokoyama | Kiyotaka Tonozaki |
| Hibiya-Linie nach Naka-Meguro                                              | A720S     | 8    | 2.475     | Yasuo Hayashi   | Shigeo Sumimoto   |
| Hibiya-Linie nach Tōbu Dōbutsu Kōen (Auch als „East Zoo Park“ bezeichnet.) | B711      | 1    | 532       | Toru Toyoda     | Katsuya Takahashi |

Die Sekte organisierte den Anschlag in großer Eile. Das lag an einer zu erwartenden polizeilichen Razzia, nachdem ein paar Tage vor dem Anschlag bereits versehentlich Sarin aus der Anlage der Sekte zur Produktion des Sarins freigesetzt wurde. Das bei dem Anschlag verwendete Sarin besaß deshalb eine verhältnismäßig geringe Reinheit von 30 Prozent, was zu der geringen Anzahl von Todesopfern führte.
Ein weiterer Grund war die wenig effektive Methode der Ausbreitung. Die Beteiligten hatten falsch berechnet, wie schnell das Sarin verdunsten würde, wie stark der Luftstrom war und wie das Zugpersonal reagieren würde.
Hätte die Gruppe zuvor das Stromnetz Tokios infiltriert, um so die Passagiere in den Zügen gefangen zu halten, wäre die Anzahl der Opfer ebenfalls deutlich größer gewesen.

#### Unmittelbare Folgen

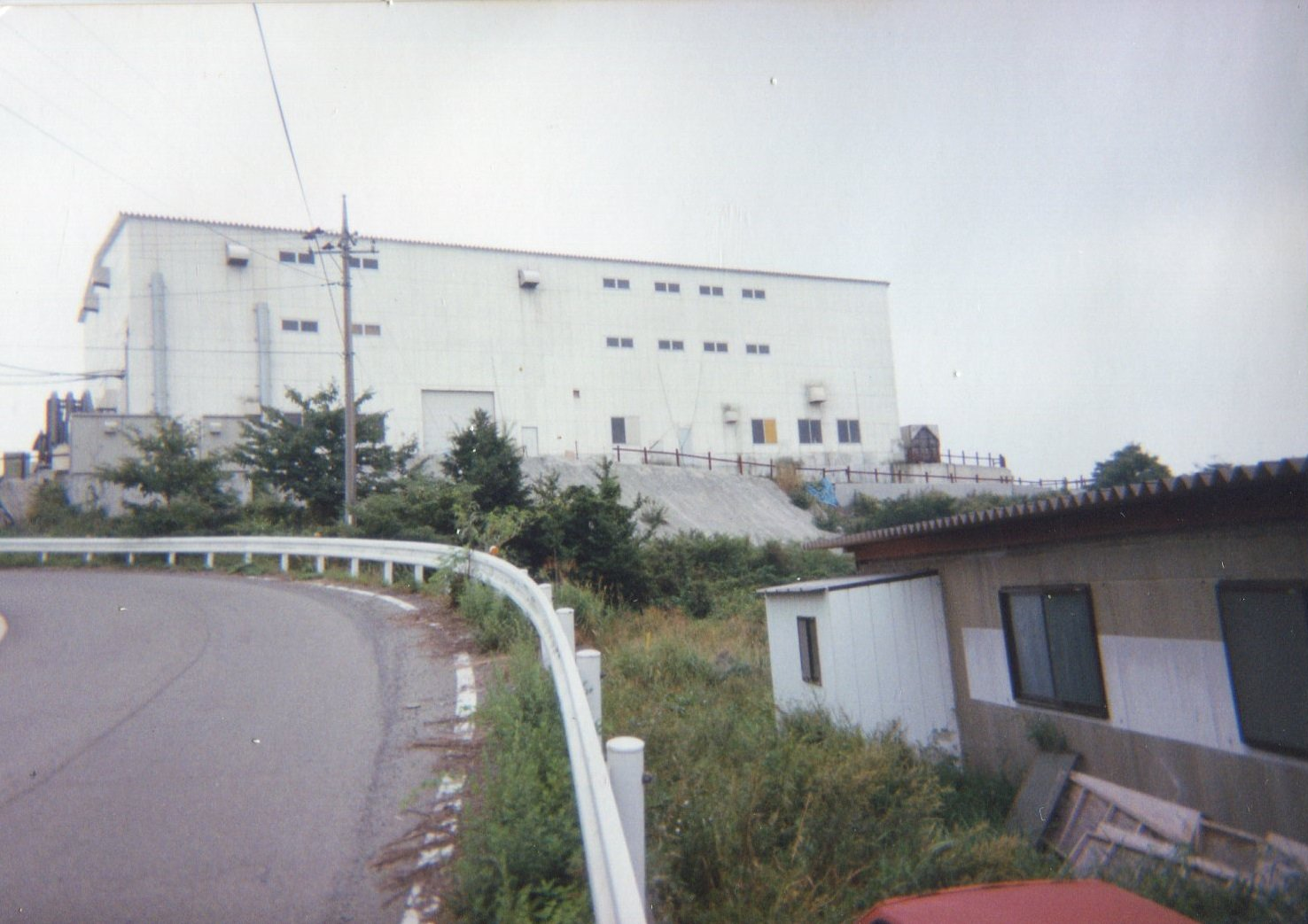
Ōmu Shinrikyō in Kamikuishiki, September 1996

Die japanische Polizei verhaftete infolge des Attentats zahlreiche Mitglieder Ōmu Shinrikyōs. Zudem wurden landesweit Razzien in den Niederlassungen der Sekte durchgeführt. Dabei fanden Polizeibeamte u. a. im Hauptquartier im Dorf Kamikuishiki am Berg Fuji unterernährte Gefangene der Sekte sowie riesige Mengen an Chemikalien für die Herstellung von Chemiewaffen, LSD und Methamphetamin. Zudem wurde Bargeld und Gold im Wert von mehreren Millionen US-Dollar, Sprengstoff und Material für den Bau von Sturmgewehren vom Typ AK-47 sichergestellt. Am 23. April wurde Hideo Murai, „Wissenschafts- und Technologieminister“ Ōmu Shinrikyōs, vor der Tokioter Niederlassung vor laufenden Fernsehkameras vom 29-jährigen Hiroyuki Jo erstochen. Am 16. Mai wurde auch schließlich Asahara von den Behörden festgenommen.
Die Polizei durchsuchte eines der Gebäude des Omu-Hauptquartiers in Kamikuishiki und fand Asahara in einem kleinen, verborgenen Raum, wo er sich im Besitz einer großen Geldsumme verbarg.

#### Verurteilungen
In der Folge des Sarin-Attentats wurden zwölf Mitglieder Ōmu Shinrikyōs zum Tode verurteilt. Darunter befanden sich auch die Attentäter Masato Yokoyama und Yasuo Hayashi. Des Weiteren wurden die Hersteller des Sarins, die beiden Forscher Seiichi Endō und Masami Tsuchiya, sowie der Mediziner Tomomasa Nakagawa zum Tod verurteilt. Schließlich wurde Shōkō Asahara als Drahtzieher sowohl in diesem Attentat als auch bei dem Gasanschlag in Matsumoto verurteilt.
Die Todesurteile gegen Asahara sowie sechs weitere Mitglieder der Sekte wurden am 6. Juli 2018 vollstreckt, gegen die restlichen sechs Verurteilten am 25. Juli 2018.
Eine Reihe anderer Tatbeteiligter wurde zu geringen Strafen verurteilt. – Als einziger derjenigen Täter, die Sarin ausbrachten, wurde Hayashi nicht zum Tode, sondern zu lebenslanger Haft verurteilt, unter anderem weil er sich gestellt und mehr als die anderen Angeklagten bei den weiteren Ermittlungen kooperiert hatte.
Einige weitere Todesurteile standen nicht direkt in Zusammenhang mit dem Attentat, sondern die beurteilten Tatumstände wurden erst infolge weiterer Ermittlungen offenbar. Dies betrifft insbesondere den 1989 begangenen Mord an der Familie des Anti-Ōmu-Shinrikyō-Rechtsanwalts, für den drei führende Ōmu-Shinrikyō-Mitglieder zum Tode verurteilt wurden. Neben Satoru Hashimoto und Kiyohide Hayakawa, die im Juli 2000 in getrennten Verfahren verurteilt wurden, betrifft dies das geständige Gründungsmitglied Kazuaki Okazaki, der am 22. Oktober 1998 ebenfalls für den Mord an einem Ōmu-Shinrikyō-Mitglied, das die Organisation verlassen wollte, verurteilt wurde.
Am 15. Juni 2012 nahm die japanische Polizei mit Katsuya Takahashi den letzten flüchtigen Verdächtigen des Anschlags in Tokio fest. Wenige Tage zuvor war mit Naoko Kikuchi ein weibliches Sektenmitglied festgenommen worden, das an der Produktion des Giftgases beteiligt gewesen sein soll.

### Spasmodische Angriffe unmittelbar nach dem 20. März 1995
Nach Angriff auf die U-Bahn von Tokio führten Ōmu noch mehrere, von Richard Danzig als spasmodisch bezeichnete Attacken aus, obwohl die biologischen und chemischen Waffenprogramme grundsätzlich beendet waren. Es kam unter anderem zu einem versuchten Schusswaffen-Attentat auf das Oberhaupt der japanischen nationalen Polizeibehörde Takaji Kunimatsu, und eine Bombe wurde am Tag von Asaharas Verhaftung an das Büro des Tokioer Gouverneurs geschickt, und verletzte seinen Sekretär schwer.
Weiterhin kam es zu einer Reihe von versuchten Angriffen mit Giftgasen in Zügen und Bahnhöfen im Raum Tokio-Yokohama.
Am 21. Juni 1995 entführte der Ōmu-Anhänger Fumio Kucumi All Nippon Airways-Flug 857 auf dem Flughafen Hakodate in Hokkaido, mit dem Ziel Asahara freizupressen, wurde jedoch von Spezialkräften verhaftet.

### Nach dem Giftgasanschlag: Untergrundarbeit und Wiederaufbau (seit 1995)
Unter dem Eindruck des weltweit verurteilten Attentats verlor Ōmu Shinrikyō die Mehrzahl seiner Mitglieder und wurde staatlicherseits streng überwacht.

#### Von Ōmu Shinrikyō zu Aleph

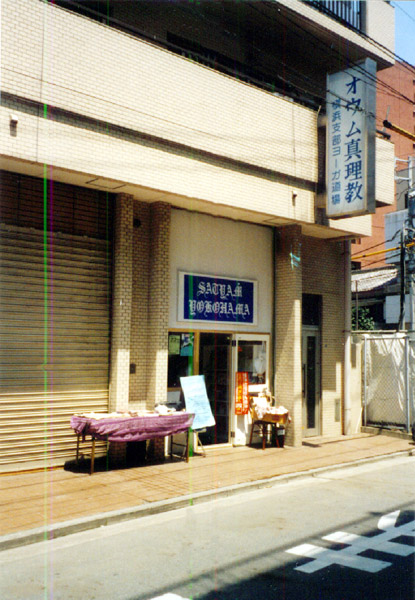
Ōmu-Shinrikyō-Niederlassung in Yokohama im Juli 1995

Die Organisation verlor infolge des Attentats einen Großteil ihrer Mitglieder und ihres Vermögens, das von staatlichen Stellen konfisziert wurde. Russland fror bereits am 28. März 1995, drei Tage nach dem Attentat, sämtliche liquiden Mittel der Organisation ein und konfiszierte ihr Eigentum.
In Japan sank die Mitgliederzahl Ōmu Shinrikyōs von etwa 10.000 am Tag des Attentats bis auf 5.000 im Jahr 1998.
Ōmu Shinrikyō sagte sich zwar im Jahr 2000 offiziell von ihrem Gründer und Gewalt los, hält nach Meinung der Journalistin Shōko Egawa allerdings weiterhin an seinen Lehren fest. Tatsuko Muraoka wurde zur neuen Repräsentantin. Erst Ende 1999 bat Muraoka im Namen Ōmu Shinrikyōs öffentlich für das Giftgasattentat um Entschuldigung.
Im Januar 2000 benannte sich Ōmu Shinrikyō in Aleph nach dem ersten Buchstaben des hebräischen Alphabets um. Die Sekte steht unter ständiger Überwachung durch die Behörden und hat noch ca. 1.500 bis 2.000 Anhänger. Am 16. Februar 2004 durchsuchte die japanische Polizei bei der größten Razzia seit der Umbenennung in Aleph elf Anwesen der Organisation; die Mitgliederzahl wurde von offizieller Seite auf 1.650 in Japan und 300 in Russland geschätzt.
Größere Veränderungen in der Zahl der Aleph-Anhänger gab es selbst nach Asaharas Hinrichtung 2018 nicht.
2007 gründete Fumihiro Jōyū eine Abspaltung von Aleph namens Hikari no Wa (ひかりの輪, wörtlich: „Rad des Lichts“, engl. Eigenname: The Circle of Rainbow Light), der sich etwa ein Viertel aller Aleph-Mitglieder anschloss.

#### Reaktionen von staatlicher Seite
Die Reaktionen verschiedener Staaten auf das Attentat waren recht unterschiedlich und keinesfalls proportional zur tatsächlichen Betroffenheit der Staaten: Während viele Staaten die Gruppe verboten, konfiszierte Japan lediglich ihr Eigentum. Allgemein waren die Reaktionen von staatlicher Seite zunächst sehr repressiv, erlaubten aber eine Neuorientierung und den Wiederaufbau der Organisation.

##### Japan
In Japan entzog das Tokioter Bezirksgericht (東京地方裁判所, Tōkyō chihō saibansho) in der Folge des Attentats Ōmu Shinrikyō auf Grund von Artikel 81 des Gesetzes über die Religionsgesellschaften am 30. Oktober 1995 zunächst den Religionsstatus und konfiszierte das Eigentum des Vereins. Diese Entscheidung wurde am 19. Dezember desselben Jahres zunächst vom Obergericht Tokio und in letzter Instanz am 31. Januar 1996 vom Obersten Gerichtshof bestätigt.
Parallel zu den gerichtlichen Folgen erließ das japanische Parlament am 15. Dezember 1995 zum ersten Mal eine Novelle des Gesetzes über die Religionsgesellschaften. Die neue Fassung des Gesetzes, die in der Phase ihrer Entstehung auf massiven Widerstand sowohl von den etablierten als auch den neuen religiösen Gruppierungen in Japan stieß, sah nun unter anderem vor, das Bildungsministerium als zentralstaatliche Registrierungsinstanz einzuschalten, sobald eine Religionsgesellschaft über eine Präfektur hinaus aktiv tätig wird; strengere Untersuchungsbestimmungen in Bezug auf die finanziellen Unterlagen einer Religionsgesellschaft; erweiterte staatliche Befugnisse zur Hinterfragung und Untersuchung von Religionsgesellschaften bei Verdacht auf Verstoß gegen das Gesetz. Diese Änderungen gelten aber nicht nur als Antwort auf die Terroranschläge von Ōmu Shinrikyō, sondern auch als politisches Instrument zur Steuerung von Gruppen wie Sōka Gakkai, die zu dieser Zeit gerade im Verbund mit der Partei Shinshintō an politischer Macht gewann.
1997 beschloss die „Prüfungskommission für Öffentliche Sicherheit“ (kōan shinsa iinkai), Ōmu Shinrikyō nicht auf Grundlage des Gesetzes gegen subversive Aktivitäten zu verbieten, da keine Gefahr mehr von ihr ausginge. Seizaburo Satō, Forschungsdirektor des Japanischen Instituts für Internationale Politikstudien, glaubt, dass Politiker aufgrund des hohen Wählermobilisierungspotenzials japanischer Sekten vor harscheren Maßnahmen zurückschrecken.
Im Jahr 1999 verabschiedete das Parlament das „Gesetz in Bezug auf die Kontrolle von Gruppierungen, die Akte wahllosen Massenmords verübt haben“ (無差別大量殺人行為を行った団体の規制に関する法律), wegen seiner offenbaren Bezugnahme auf Ōmu Shinrikyō auch als „Neues Ōmu-Gesetz“ (オウム新法) bezeichnet. Auf dessen Grundlage genehmigte die „Prüfungskommission“ im Jahr 2000 die Überwachung von Ōmu Shinrikyō, im selben Jahr in Aleph umbenannt, durch die Public Security Intelligence Agency (PSIA). Die Erlaubnis zur Überwachung wurde dreimal um je drei weitere Jahre verlängert, zuletzt im Januar 2009. Die Beobachtung durch die PSIA erstreckt sich auch auf die 2007 gegründete Abspaltung Hikari no Wa.
Im erzwungenen Insolvenzverfahren von Ōmu Shinrikyō wurden die Vermögenswerte der Organisation ab 1996 liquidiert. Sondergesetze aus den Jahren 1998 und 1999 räumten der Entschädigung der Opfer Priorität vor staatlichen Ansprüchen ein und stellten sicher, dass auch das Eigentum der Nachfolgeorganisationen von Ōmu Shinrikyō in das Verfahren einbezogen werden konnten. Das Ende des Verfahrens wurde im November 2008 verkündet: Insgesamt wurden 1,54 Milliarden Yen (rund 12 Mio. Euro) als Entschädigung ausgezahlt, das entspricht 40 % der den Opfern zugesprochenen Summe von 3,8 Milliarden Yen. Ein neues Sondergesetz soll ermöglichen, den verbleibenden Betrag aus Steuermitteln bereitzustellen.
Als indirekte Folgen wurden hauptsächlich in Ostjapan öffentliche Mülleimer entfernt. Damit soll eine Wiederholung des Anschlags verhindert werden.

##### Nachfolgestaaten der ehemaligen Sowjetunion
Russland – wie auch die Ukraine und Kasachstan – verboten die Organisation gänzlich, sie konnte aber, auch unter Rückgriff auf verschlüsselte Internetkommunikation, im Untergrund überleben.

##### Europäische Union
Von 2010 bis 2011 stand die Organisation auf der EU-Terroristenliste.

##### USA
In den USA ist die Organisation seit dem 8. Oktober 1997 als „Foreign Terrorist Organization“ aufgelistet.

## Organisationsstruktur
Ōmu Shinrikyō besteht aus kleinen Freiwilligengruppen, die sich weitgehend von der Außenwelt abschotten. Auch nach der Umbenennung und Neuausrichtung der Sekte leben auch heute noch zahlreiche Mitglieder untereinander in isolierten Wohnprojekten. Die Anhänger wurden in landesweite Sektionen aufgeteilt. Die Organisation finanzierte sich von Anfang an von horrenden Mitgliederbeiträgen, so besaß die Sekte im Jahre 1992 ein Vermögen von etwa einer Milliarde US-Dollar. Dazu kamen Einnahmen durch Spenden oder die Möglichkeit für Mitglieder, religiöse Dienstleistungen gegen Geld zu erwerben.

### Hierarchie / „Ministerien“
Ab 1994 ahmte Ōmu Shinrikyō die Struktur der japanischen Regierung nach und untergliederte sich hierarchisch in 21 unterschiedliche Ministerien und Abteilungen, die von Asaharas 23 engsten Vertrauten geleitet wurden.
| Ministerium                         | Name              | Alter (1995) |
| ----------------------------------- | ----------------- | ------------ |
| Göttlicher Führer (shinseihôô)      | Shoko Asahara     | 40           |
| Kaiserliches Hofamt                 | Tomomasa Nakagawa | 33           |
| Sekretariat                         | Reika Matsumoto   | /            |
| Handelsministerium                  | Yofune Shirakawa  | /            |
| Bauministerium                      | Kiyohide Hayakawa | 46           |
| Verteidigungsministerium            | Tetsuya Kibe      | /            |
| Bildungsministerium                 | Shigeru Sugiura   | /            |
| Finanzministerium                   | Hisako Ishii      | /            |
| Außenministerium                    | Hisako Ishii      | /            |
| Heilungsministerium                 | Ikuo Hayashi      | 48           |
| Gesundheitsministerium              | Seiichi Endo      | /            |
| Innenministerium                    | Tomomitsu Niimi   | 31           |
| Nachrichtendienstliches Ministerium | Yoshihiro Inoue   | /            |
| Justizministerium                   | Yoshinobu Aoyama  | /            |
| Arbeitsministerium                  | Mayumi Yamamoto   | /            |
| Telekommunikationsministerium       | Tomoko Ishii      | /            |
| Wissenschaftsministerium            | Hideo Murai       | 37           |
| Verkehrsministerium                 | Naruhito Noda     | /            |
| Ministerium für östliche Anhänger   | Eriko Iida        | /            |
| Ministerium für neue Anhänger       | Sanae Ouchi       | /            |
| Ministerium für westliche Anhänger  | Kazuko Miyakozawa | /            |

## Rekrutierungspool
Wie viele neuere religiöse Bewegungen in Japan und Russland hat Ōmu Shinrikyō seine Mitglieder vornehmlich aus den neuen Mittelschichten rekrutiert, insbesondere ist die Zahl der Jungakademiker überdurchschnittlich groß. Ōmu Shinrikyō rekrutierte dabei vor allem naturwissenschaftliche Studierende an den Universitäten, alle fünf Attentäter von Tokio hatten Abschlüsse von den prestigeträchtigsten Universitäten Japans.
Ōmu Shinrikyō rekrutierte hochgebildete Anhänger, darunter mehr als 300 Wissenschaftler mit Abschlüssen in Medizin, Biochemie, Biologie und Genetik.
Viele Aum-Wissenschaftler waren jedoch, obwohl Absolventen einiger der besten Universitäten Japans, normalerweise nicht führend in ihren Bereichen, so dass Ōmu Shinrikyō ihnen eine zweite Karrierechance eröffnete, indem ihnen unbegrenzte finanzielle Mittel, Labore auf dem aktuellsten Stand der Technik, und die Gelegenheit, originelle Forschung zu betreiben, offeriert wurden.
1995 stellten Ermittler fest, dass 75 % der Mitglieder zwischen zwanzig und dreißig Jahre alt waren.
Menschen, die im Japan von 1995 zwischen zwanzig und dreißig Jahre alt waren, wurden auch als „Aum-Generation“ bezeichnet.
Professor Sadao Asami, Religionswissenschaftler der Tōhoku-Gakuin-Universität, sagte 1995 bezüglich der jungen Anhängerschaft Asaharas, dass es Religionsunterricht an japanischen Schulen nicht gäbe, weshalb junge Japaner die großen Religionen der Welt überhaupt nicht kennen würden, wodurch sie leicht von Verführern wie Asahara getäuscht werden könnten.
Anime und Manga waren von der Bewegung bevorzugte Medien zur Rekrutierung, da sie sich zur Dramatisierung, Übertreibung und Vermittlung der einfachen Botschaften gut eignen und dem damals aktuellen Trend der Mediennutzung entsprachen. So hatte der Kult ein eigenes Produktionsstudio für Manga und Anime, AUM MAT Studio. Diese erzählen vom Werdegang Asaharas, von dessen Prophezeiungen, Versprechen und der kommenden Apokalypse sowie in Kurzgeschichten von jungen Anhänger, die neu zum Kult kamen und wie sie damit zu einem besseren Leben gefunden hätten. Sie sind von verschiedenen Künstlern des Studios geschaffen worden – dabei aber stets mit dem Guru als verantwortlichen Redakteur – und in wechselnden Stilen gefasst: Die Erzählungen vom Leben Asaharas in ernsthaftem Gekiga-Stil, Geschichten über junge Anhänger auch im niedlichen Stil von Shōjo-Manga. Die Bücher und Filme waren hochwertig produziert und wurden zusammen mit anderem Merchandise unter anderem auch in eigenen Läden verkauft.

## Ideologie
Die religiöse Situation in Japan in den 1980er Jahren wird von einigen Autoren als „okkulter Boom“ bezeichnet, da die Menschen nach einer Religion suchten und viele Neue Religionen (Shinshūkyō (japanisch 新宗教)) als Antwort auf dieses Bedürfnis entstanden. Ōmu Shinrikyō war ursprünglich eine solche Religion, und in ihren Anfängen deutete nichts darauf hin, dass sie später eine terroristische Organisation werden würde.
Im Februar 1984 löste sich Matsumoto von der Gruppe Agon-shū und eröffnete in einem kleinen Studio in Tokio eine eigene Yogaschule, die er Aum Inc. nannte. Matsumoto gab an, dass er eine Quelle spiritueller Kraft sei und vollzog Zeremonien, bei denen er seinen Daumen auf die Stirn eines Eingeweihten drückte, um positive Energie zu übertragen und negative zu absorbieren.
Dieses Ritual wurde Shaktipat genannt und stammt aus dem Hinduismus.
Die Gruppe war noch nicht religiös – die Betonung lag darauf, Yoga zu nutzen, um psychische Kräfte zu entwickeln.
In den Anfangsjahren lag der weltanschauliche Schwerpunkt auf dem indischen und tibetischen Buddhismus, Hinduismus und Taoismus. Diese unterschiedlichen Traditionen wurden nicht getrennt betrachtet, sondern vereint durch ihr gemeinsames Interesse an körperlicher Schulung durch Askese-Übungen (Yoga, Atmung, Meditationstechniken usw.).
Im Frühjahr 1985 hatte Matsumoto begonnen zu behaupten, er sei ein heiliger Krieger und Held, beauftragt, die Welt zu retten. Nach einer Reise zwecks Selbstfindung zu einem Berg im Norden Japans, gab er an, dass er einen alten Mann getroffen habe, der ihn vor einer kommenden Apokalypse gewarnt und prophezeit habe, dass die einzigen Überlebenden wohlwollende „Shinsen“ (Bergeinsiedler) sein würden.
Auf einer zweimonatigen Reise nach Indien im Jahr 1986 behauptete Asahara, einem weiteren Weisen begegnet zu sein, der vorausgesagt habe, dass die Welt auf eine Katastrophe zusteuere, weshalb Matsumoto beschloss, seinen eigenen Askesetechniken einzusetzen, um die Welt zu retten. Dann formalisierte er seine Gruppe von etwa 35 Anhängern in eine Organisation namens Aum Shinsen no Kai („Aum-Berg-Zauberer“).
Die Mitglieder von Aum Shinrikyo glaubten, dass sie, wenn sie Asahara folgten, seine angeblichen übernatürlichen Kräfte erlangen würden, wie die Fähigkeit zu schweben, durch feste Objekte zu sehen oder durch sie hindurchzugehen.
Asahara behauptete, er könne die Katastrophe durch die Herbeiführung eines neuen spirituellen Zeitalters verhindern, das den „gefährlichen materialistischen Trend“ umkehren würde. Er müsse Aum-Zentren auf der ganzen Welt eröffnen und mindestens 30.000 spirituell Erleuchtete überzeugen, der Welt zu entsagen.
Diejenigen, die sich Aum anschlossen, wurden ermutigt, ihren weltlichen Status aufzugeben und Shukkesha (japanisch 出家得度) zu werden. Der korrespondierende Begriff Shukke bedeutet, das Haus zu verlassen, und beschreibt die traditionelle Aufgabe der Familie und irdischen Besitztümer durch buddhistische Mönche und das folgende klösterliche Dasein in Armut.
Die entsprechende Vision davon, wie die Welt aussehen würde, wenn Ōmu zur Jahrtausendwende diese 30.000 Shukkesha erlangt hätte, waren vage, beinhalteten aber das Aufkommen eines Messias (Asahara) und die Errichtung einer utopischen Gesellschaft, deren Anhänger sehr lange leben würden, wobei ein ideales buddhistisches Königreich Shambala als Vereinigung von Religion und Politik errichtet würde.
Die moderne Welt befände sich momentan im Zeitalter von Mappō (japanisch 末法思想, mappō shisō), das vollständig von Materialismus dominiert würde. Die letzte Möglichkeit, zwischen Ruin und Regeneration zu wählen, sei jetzt. Nur Aums Wahrheit könne die Welt retten und das Zeitalter des wahren Gesetzes Zōbō zurückbringen.

### Die Rolle Asaharas
Die Rollen, die Asahara in der Bewegung spielte, werden von Maekawa in vier Kategorien unterteilt:
1. Der beispielhafte Suchende: Er sei durch seine spirituelle Befreiung zum Buddha geworden.
2. Der Guru: Er präsentierte sich als Interpret der großen Tradition und klärte die Verwirrungen seiner Schüler auf.
3. Der Prophet/der lebende Gott: Er übermittelte religiöse Botschaften des Gottes Shiva und zahlreicher anderer Götter der hinduistischen Mythologie und identifizierte sich letztendlich mit Schiva.
4. Der Weltretter: Er erklärte sich selbst zu einem Retter, einem Christus. der die Schmerzen und Qualen seiner Anhänger absorbierte.

### Die Vier Säulen
Laut Asahara ist die Einzigartigkeit seiner Lehre in „vier Säulen“ begründet:
1. Ein konkretes Lehrsystem, das auf die ursprünglichen Lehren von Yoga und Buddhismus zurückgeht.
2. Initiation auf dem Weg zum spirituellen Erwachen. Mit dieser wird Energie übertragen, um das Bewusstsein zu verändern, und so Zugang zu den mysteriösen Teilen der Persönlichkeit zu erhalten, die nicht durch bloßes Lesen von Texten oder Hören verstanden werden können.
3. Die Hilfe derjenigen, die spirituelle Ergebnisse erzielt haben: Asketen, die bereits die dreifache Erlösung erreicht haben (absolute Freiheit, absolutes Glück, absolute Freude).
4. Die charismatische Existenz des Gründungsgurus und seine niedergeschriebenen Lehren.

#### Die Initiationen
Die Initiation, oder Einweihung, stellt die geheime Übermittlung der Lehren des Gurus an seine Schüler dar:
Der Prozess der Initiation wird durch die Übertragung der Erfahrungen des Meisters beschleunigt, der kraft seiner Fähigkeiten, Leiden identifiziert, die der Schüler allein nicht erkennen und daher nicht entfernen kann. Dadurch soll der Ōmu mit Schmerzen oder Freuden konfrontiert werden, die der Summe von hundert oder zweihundert Leben entspricht und, indem er sie überwindet, sich schnell der absoluten Erlösung nähern.
Das Eingreifen des Gurus gilt als unverzichtbar für diesen Prozess, der sonst zu zeitaufwändig wäre und in diesem Leben kein Glück möglich machen würde.
Das Beschreiten des Edlen achtfachen Pfades wird von Asahara als praktisch unmöglich angesehen, da bereits der erste Schritt in der modernen Gesellschaft unzugänglich geworden sei: „Richtig zu sehen“ – also die Kette der zwölf Beziehungen allen Leids zu verstehen – sei wegen der kontinuierlichen Fixierung auf Glück der Gesellschaft unmöglich. Ein einfacher, angemessener und sofort „wirksamer“ Weg sei daher unerlässlich.
Das grundlegende Bedürfnis nach einem direkteren Weg zur Erlösung wurde jedoch auch durch die vermeintlich immer näher kommende Apokalypse motiviert.
Es gab vier Arten der Initiation, die von Asahara beschrieben werden:
1. Eine Zeremonie, um die fünf Buddhas zu werden: Buddha Akṣobhya (mit der Spende von Asaharas Bade-Wasser), Buddha Ratnasaṃbhāva (mit der Übergabe eines mystischen Schwertes zur Auslöschung unnötiger Gedanken), Buddha Amitabha (mit dem Schlagen der Vajra-Glocke), Buddha Amoghasiddhi (mit dem Erwerb besonderer Kräfte) und Buddha Vairochana (mit der telepathischen Übertragung eines Bildes einer Person anderen Geschlechts durch den Guru).
2. Geheime Initiationen, bei der Sperma und Blut des Meisters aufgenommen werden, symbolisiert durch Joghurt und Tee, oder bei fortgeschrittenen Praktizierende in realer Form: Das Blut soll in den Blutgefäßen und Gehirnzellen zirkulieren, während der Samen die Erfahrung des Meisters vermitteln soll, der Eingeweihte wird so zu einem „Kind des Gurus“.
3. Mahasuka, höchstes Vergnügen: Der Guru zeigt die Darstellung von Dakini, der himmlischen Jungfrau, wodurch sexuelle Energie stimuliert und dazu gebracht wird, zum Brahma-Randra (Verbindungspunkt am Scheitel) aufzusteigen und so den Geist reinigt zur Erweckung der Kundalini und Chandali zum Erleben extremer Freude. So erwirbt man Körper und Geist des Buddha, den „subtilen Körper“ und das „klare Licht“.
4. Der Guru führt den Schüler von mystischen Erfahrungen zur Emanzipation, der Verschmelzung mit Körper und Geist des Buddha, der Schüler wird zum Guhyasamaja.

Letztlich beinhalteten die Initiationspraktiken, die dazu dienten, den Schüler dem Meister näher zu bringen, das Tragen von sogenannten PSI-Kappen (Perfect-Salvation-Initiation – Initiation der Vollkommenen Erlösung). Geräte, die für eine Million Yen jeweils für einen Monat gemietet wurden und den Schüler auf die gleiche Gehirnschwingung einstimmen sollte wie Asahara. Diejenigen Mitglieder, die sie mieteten, trugen sie ständig, um so alle äußeren Reize abzuschneiden und vermeintlich in Harmonie mit ihrem spirituellen Meister zu existieren.

### Soteriologie
Der soteriologische Weg von Ōmu beinhaltet drei mögliche Arten der Erlösung:
1. Befreiung von Krankheiten durch:
  - Anwendung von Yoga-Techniken, insbesondere der esoterischen Lehre des Himalaya-Yoga.
  - Verbreitung der Theorien der indischen Medizin, die einerseits auf buddhistischen Lehren und Philosophien und andererseits auf einersogenannt „spirituellen theoretischen Wissenschaft“ beruhe.
  - Heilen mit mystischen und übernatürlichen Kräften: Identifizierung eines kranken Körperteils mit dem Spirituellen Auge und Heilung durch Energiezufuhr.
  - Verwendung von Astralmedizin: Als Siddhi kann Asahara sogenannte „Astralreisen“, über seinen Nirmāṇakāya-Ausstrahlungskörper aus dem Manipura Chakra unternehmen, von denen er u. a aufgeladenen Stein mit Heilkraft die Hihi'irokane, oder andere Heilmittel mitbringt.
2. Glück in diesem Leben: Die Verabreichung des Shaktipat hilft Unglück zu vermeiden (Probleme in der Liebe oder Freundschaft, wirtschaftliche Probleme) und zu Erfolg haben.
3. Erleuchtung und Emanzipation: Diejenigen, die die ersten beiden Errettungen erreicht haben und daher totales Vertrauen in Asahara haben, folgen ihm zum höchsten Zustand.

Um die absolute Erlösung zu erlangen, das heißt Erleuchtung und Emanzipation müssen sich die Mitglieder von Ōmu Shinrikyō einer Reihe von anstrengenden Praktiken unterwerfen: Den Sechs „Extremen Disziplinen“: Meditationen, um die Begierden dieser Welt auszulöschen.
Die sechs extremen Disziplinen, durch die Karma modifiziert werden können, bestehen aus:
1. Opfergaben: Sie entsprechen Niyama Yoga (Sanskrit: नियम; persönliche Verpflichtungen) und es gibt drei Arten:
  - Material (zaise) – diese helfen einem, weniger an seinem Besitz zu haften.
  - von geistigem Frieden (anshinse) – diese geben spirituellen Ruhe und das Mittel, nicht an der Welt zu hängen, um andere Linderung von Leiden zu gewähren.
  - des Dharma oder der Wahrheit.
2. Einhaltung der Gebote: Der Guru teilt jedem Praktizierenden individuelle Gebote zu; wodurch dieser unangenehme Dinge vermeidet.
3. Geduld: Stärkung von Ausdauer, Willen und Konzentration bis zur äußersten Grenze.
4. Hingabe: Bedingungslose Anwendung der drei bisherigen Disziplinen, da diese Konzentration es ermöglicht, Atem und Sinne zu kontrollieren.
5. Meditation: Verhinderung von Abschweifungen des Geistes und Bemühung um die Beantwortung der Frage: ‚Wer oder was bin ich?‘ die Erleuchtung durch die Erkenntnis erlangt wird, „nur transparentes Wasser“ zu sein.
6. Höchste Weisheit: Der Schüler transzendiert die versuchenden Gegenstände, um so die nächste Stufe nach der Erleuchtung zu erreichen, und kann ins Maha-Nirvana zurückkehren.

### Einordnung unter den Neuen Religionen
Susumu Shimazono, Professor an der Universität Tokio, gibt fünf gemeinsame Merkmale der Neuen Religionen (darunter Aum) an:
1. Transzendentalismus: Erreicht durch Meditation oder andere Wege, zur Entwicklung psychischer Kräfte.
2. allgegenwärtige spirituelle Existenz: Interaktion stellt Mittel und Zweck zum Erreichen von Transzendenz dar.
3. individuelle spirituelle Erleuchtung: soll zur Transformation der Menschheit beitragen.
4. Transzendenz, die unabhängig erreicht werden kann: die Rituale der meisten Religionen unterdrücken diese Fähigkeiten vermeintlich nur.
5. Religion und Wissenschaft: Werden als eins wahrgenommen, nicht aber als dichotom.

### Eklektische Lehre und Apokalyptik
Die meisten Personen, die Ende der 1980er und Anfang der 1990er Jahre zu Aum kamen, hatten zuvor mit anderen spirituellen Wegen experimentiert, philosophische und religiöse Autoren gelesen (z. B. Swedenborg, Nietzsche, Gurdjieff und Kafka) und andere Religionen ausprobiert (z. B. christliche Gruppen, esoterischer Buddhismus, Zen, Soka Gakkai). Die apokalyptischen Prophezeiungen von Nostradamus – in Japan in den 1980er Jahren weit verbreitet und von Asahara übersetzt – wurden von den meisten Befragten erwähnt, wobei einer gegenüber Haruki Murakami seinen „großen Einfluss auf meine Generation“ bekräftigte. Dieser Befragte sagte, er plane seinen „Lebensplan um seine Prophezeiungen herum“.
Auslöser eines regelrechten „Nostradamus Booms“ war zuvor bereits die Veröffentlichung von „Die Prophezeiungen von Nostradamus“ („ノストラダムスの大予言“ Nostradamus no daiyogen), durch Tsutomu Goto im Jahr 1973 gewesen. Basierend auf diesem Buch war auch der Film „Prophecies of Nostradamus“ 1974 in Japan veröffentlicht worden.
Der Fokus wurde auf das Armageddon als heilsnotwendig gelegt, dieser Millenialismus stellte den gemeinsamen ideologischen Bezugspunkt innerhalb von Aum dar.
Ōmu Shinrikyōs eklektische Lehre bezieht sich primär auf hinduistische Yoga-Traditionen und Tibetischen Buddhismus. Außerdem benutzt die apokalyptische Ideologie Elemente aus pseudowissenschaftlichen Traditionen, Large Group Awareness Training, Nostradamus-Weissagungen, chiliastischem Christentum, Hinduismus sowie dem Foundation-Zyklus des Science-Fiction-Schriftstellers Isaac Asimov. Einige Ideen waren auch aus der Anime-Serie Uchū Senkan Yamato entnommen und Asahara war als begeisterter Leser der post-apokalyptischen Manga-Serie Nausicaä aus dem Tal der Winde bekannt. Er und seine Anhänger waren auch darüber hinaus an apokalyptischen Anime- und Manga-Serien interessiert.
Die zentrale Gottheit für die Sekte ist der Hindugott Shiva, und wahre Erleuchtung ist nur innerhalb der abgeschlossenen Gemeinschaft möglich.
Dies ist insofern bedeutsam, als dass Shiva der Gott der Zerstörung ist, was die Betonung auf das Weltende Armageddon mit erklärt, denn eigentlich ist das „Ende der Welt“ kein normaler Bestandteil des Buddhismus oder anderer in Japan verbreiteter östlicher Religionen.
Die „äußere Welt“ wird als korrupt und verdorben betrachtet und muss notfalls gewaltsam bekämpft werden.

### Hinwendung zur Gewalt
1988 starb der 21-jährige Schüler Majima Terayuki während einer 24-stündigen Meditationssitzung im Dunkeln an einem Herzinfarkt, was Asahara als schweren psychologischen Schlag wahrnahm: Aus dem Vajrayana, einem Zweig des tibetischen Buddhismus, entnahm er die Praxis des „Poa“ und interpretierte sie als heiliges Töten im Namen des Gurus: Menschen können demnach getötet werden, wenn sie schlechtes Karma anhäufen. In diesem Fall ermögliche ihnen der Tod bzw. die Tötung, im nächsten Leben mit besserem Karma wiedergeboren zu werden.
Als die Japaner bei der Parlamentswahl 1990 nicht für Aum Shinrito (japanisch 真理党; Aums politische Partei) stimmten, verkündete Asahara, die Gesellschaft (mit Ausnahme der Aum-Mitglieder) sei voller schlechtem Karma und müsse bekämpft werden, und zwar durch Poa, was bedeutete, dass Aum innerhalb weniger Jahre sein Hauptziel geändert hatte – von der Rettung der Menschheit zu deren Zerstörung. Die Wahlniederlage festigte Asaharas Überzeugung, dass die Menschen im Allgemeinen nicht rettungswürdig waren. Am 11. März 1990 erklärte Asahara die Niederlage in einer Predigt, wobei er eine dunkle Internationale Verschwörung von Freimaurern und Juden erwähnte, die auf Weltherrschaft und Unterdrückung abzielten.
Aufgrund der Wahlniederlage gäbe es nun keine Hoffnung mehr auf Verhinderung des Weltuntergangs, jedoch würden Aum-Adepten rechtzeitig übernatürliche Kräfte zum Überleben entwickeln, um ein neues Tausendjähriges Reich auf Erden zu errichten. – Dies sei das gleiche Tausendjähriges Reich, das Sankt Johannes in der Offenbarung, Nostradamus und Adolf Hitler (laut Asahara ein weiterer großer Seher) vorhergesehen hätten.
Asahara, die Wahlen von 1990 seien ein Test für den Mahayana-Weg gewesen, und dieser sei gescheitert die Gruppe müsse nun auf dem Vajrayana-Weg weitergehen. Hierbei bezieht sich Mahayana auf die freiwillige und allmähliche Errettung durch Erhebung aller Seelen auf die Stufe von Ōmu, während Vajrayana die unfreiwillige und plötzliche Erlösung meint, die allein durch die Kraft des Gurus verursacht wird.
Ein weiterer Grund für die Hinwendung zur Vajrayana-Doktrin mag laut Reader gewesen sein, dass die Strenge von Aums Askese ein ernsthaftes Hemmnis für das Wachstum der Anzahl von Shukkesha geworden war (Insgesamt entschieden sich rund 1200 Mitglieder, der Welt zu entsagen). Zwischen 1986 und 1990 entschieden sich 537 Menschen dafür, für Ōmu Shukkesha zu werden, bis zu einem Höchststand von 246 im Jahr 1990. Als die Anzahl der neuen Shukkesha 1991 und 1992 auf nur 43 sank, und nur weniger als 2 Prozent der für 1999 angestrebten 30.000 umfasste, mag dies Asaharas stärker apokalyptischen Rhetorik befeuert haben, zumal in diesem Zusammenhang von 1993 bis 1994 die Anzahl neuer Shukkesha wieder sprunghaft anstieg.
Unter der Vajrayana-Doktrin wurde Poa von den Omu-Anhängern nicht als Mord verstanden, sondern als ein Akt des „Mitgefühls“, durch den eingeweihte Mitglieder die „Höchsten Erleuchtung“ erreichen.
Im 1993 veröffentlichten Text „Shivering Predictions of Shoko Asahara“ wird das Datum für Armageddon auf 1997 verschoben und Asahara gab an:

“From now until the year 2000, a series of violent phenomena filled with fear that are too difficult to describe will occur. Japan will turn into waste land as a result of a nuclear weapons' attack. This will occur from 1996 through January 1998. An alliance centering on the United States will attack Japan. In large cities in Japan, only one-tenth of the population will be able to survive. Nine out of ten people will die.”

„Von jetzt an bis zum Jahr 2000 wird eine Reihe von Gewaltphänomenen voller Angst auftreten, die zu schwer zum Beschreiben sind. Japan wird sich als Ergebnis eines Atomwaffenangriffs in ein Ödland verwandeln. Dies wird von 1996 bis Januar 1998 geschehen. Ein Bündnis um die Vereinigten Staaten wird Japan angreifen. In den großen Städten Japans wird nur ein Zehntel der Bevölkerung überleben können. Neun von zehn Menschen werden sterben.“

Im Vorwort Asaharas Buches „Disaster Approaches the Land of the Rising Sun“ (weniger als drei Wochen vor dem 20. März 1995 veröffentlicht) behauptete er, am 8. Januar 1995 eine Katastrophe vorhergesagt zu haben, die um den 18. Januar herum in Kobe geschehen würde. Dies sei mit dem verheerenden Beben dort auch eingetreten. Dieses Erdbeben sei kein Naturereignis gewesen, sondern durch eine neue Art von Waffen verursacht worden, und so der erste Schlag im letzten Krieg, der damit bereits begonnen hatte.
Ein Aum-Mitglied beschrieb ein allgemeines „Gefühl des Schreckens über die nahe Zukunft, die Richtung, in die sich unsere Welt bewegt“, und betonte ausdrücklich die zentrale Bedeutung der Endzeit für Aum-Anhänger: Aum sei „eine Ansammlung von Menschen, die das Ende akzeptiert haben.“

### Beziehung zu anderen Weltanschauungen
Freimaurer und Juden wurden von Asahara als Agenten bezeichnet, die an der Verschwörung beteiligt seien, die die Welt in eine Katastrophe führe.
In einer 95-seitigen Ausgabe des Ōmu-Magazins Vajrayâna Sacca mit dem Titel „Handbuch der Angst“ wurden die Juden zwei Monate vor dem Anschlag in der Tokioter U-Bahn als „verborgener Feind“ bezeichnet. Das Traktat begann mit einer Kriegserklärung an das jüdische Volk

“On behalf of the earth's 5.5 billion people, Vajrayana Sacca hereby formally declares war on the 'world shadow government' that murders untold numbers of people and, while hiding behind sonorous phrases and high sounding principles, plans to brainwash and control the rest. Japanese awake! The enemy's plot has long since torn our lives to shreds.”

„Im Namen der 5,5 Milliarden Menschen auf der Erde erklärt Vajrayana Sacca hiermit offiziell den Krieg gegen die 'Weltschattenregierung', die unzählige Menschen ermordet und, während sie sich hinter klangvollen Phrasen und hochtrabenden Prinzipien versteckt, die Gehirnwäsche und Kontrolle des Rests plant. Japaner wacht auf! Die Verschwörung des Feindes hat unser Leben längst in Stücke gerissen.“

Der Traktat zitiert umfangreich aus antisemitischen Schriften und macht das jüdische Volk unter anderem für die Massenmorde der Roten Khmer in Kambodscha, die Massaker von Serben und Kroaten in Bosnien und die Stammeskriege in Ruanda verantwortlich. Es wird behauptet, dass die Juden ähnliche Massaker in anderen Teilen der Welt planen, um einen finsteren Plan auszuführen, die Weltbevölkerung bis zum Jahr 2000 um drei Milliarden Menschen zu reduzieren. Ōmu Shinrikyō hat die Juden auch mit ihren anderen Feinden innerhalb der japanischen Gesellschaft in Verbindung gebracht – der „schwarzen Aristokratie“ der japanischen „Internationalisten“.
Als „schwarzherzige Aristokraten, die ihre Seele an den Teufel verkauft haben,“ wurden unter anderem folgenden Personen des öffentlichen Lebens bezeichnet:
Daisaku Ikeda (Vorsitzender von Soka Gakkai), Yukio Aoshima, der Gouverneur von Tokio; Ichiro Ozawa, Vorsitzender der Neuen Fortschrittspartei, der von Aum wegen seiner engen Beziehungen zu den Vereinigten Staaten als „König der Dunkelheit“ bezeichnet; und die damalige Kronprinzessin Masako, eine vermeintliche „Agentin des amerikanischen Kapitals“. Darüber hinaus Sadako Ogata, die damalige UN-Hochkommissarin für Flüchtlinge.

## Rezeption
Ōmu Shinrikyō wird als ein herausragendes Beispiel charismatischer Führung und blinder Gefolgschaft betrachtet; dabei entstehe eine quasi-totalitäre Gruppenstruktur. Robert J. Lifton beschrieb Ōmu Shinrikyō als Beispiel eines neuen, von nichtstaatlichen Gruppen ausgehenden internationalen Terrorismus. Durch gezielte Anwendung von Meditationstechniken wie schnellem Atmen seien die Mitglieder in einen Zustand religiöser Erregung versetzt und an die Gruppe gebunden worden. Sie hätten mit der Zeit eine „Aum-Identität“ entwickelt, zu der es gehört habe, Gewaltanwendung der Gruppe nicht wahrzunehmen und mögliche, von ihrer „Nicht-Aum-Identität“ ausgehende Fragen zu unterdrücken. Von den Versuchen Asaharas, Chemie- und Nuklearwaffen zu beschaffen, hätten sie deshalb keine Kenntnis gehabt.
Der Giftgasanschlag in Tokio wird, zusammen mit dem Massenselbstmord Heaven’s Gates 1997 und den (Selbst-)Morden der Sonnentempler 1994–97, als wichtigster Auslöser einer Reihe administrativer und legislativer Maßnahmen gegen nicht-etablierte religiöse Gruppierungen in den späten 1990er Jahren in mehreren europäischen Ländern, insbesondere Belgien, angesehen. Unterstützt wird diese Gesetzgebung durch Studien, die im apokalyptischen Teil des „kultischen Milieus“ eine Reihe gewaltbereiter Personen konstatieren.
Auch die Vereinigten Staaten reagierten auf den Giftgasanschlag, aber nicht mit einer Verschärfung des Religionsrechts; stattdessen wurde die Forschung nach Gegenmitteln gegen Biowaffen intensiviert, obwohl der Anschlag gezeigt hatte, dass terroristische Gruppen wie Ōmu Shinrikyō auch mit viel Geld keine besonders effektiven Biowaffen herstellen können.
Das Attentat wurde von dem Schriftsteller Haruki Murakami mit einer Serie von Interviews mit Überlebenden, Angehörigen der Toten und Mitgliedern der Sekte literarisch aufgearbeitet.
Der Regisseur Tatsuya Mori veröffentlichte 1998 und 2001 die Dokumentarfilme „A“ und „A2“, die wegen des breiten Raums, der Aum-Mitgliedern eingeräumt wurde, von weiten Teilen der Öffentlichkeit kritisiert wurden.

## Audio
- Aum-Sekte Der Giftgas-Anschlag in der U-Bahn von Tokio 5.00 Minuten Audio-Version, von Martin Fritz, Deutschlandfunk Kalenderblatt, 20. März 2025